# Ferdinand aus der Fünten

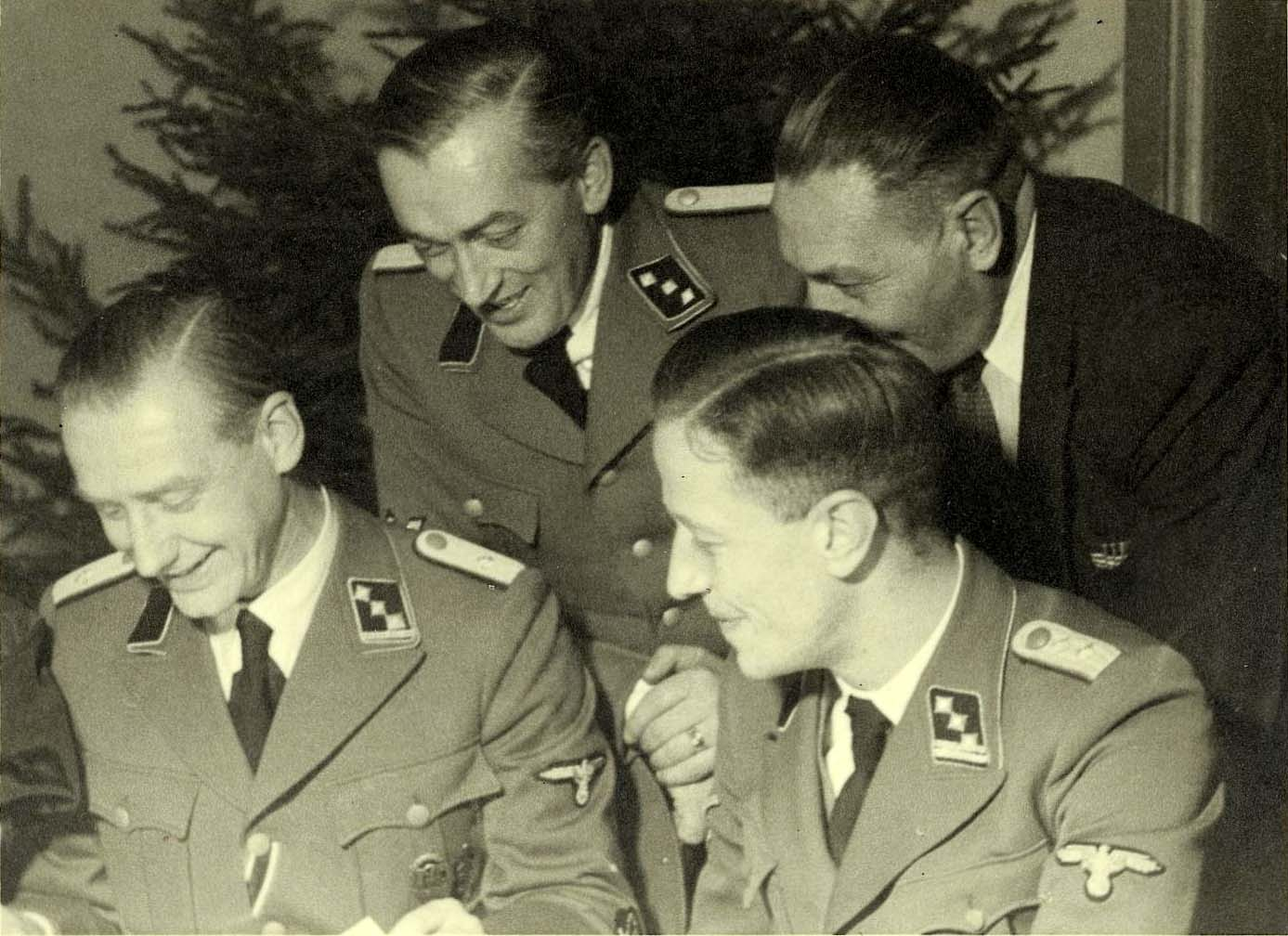
Westerbork 1942: (de gauche à droite) Albert Konrad Gemmeker, Hassel, Aus der Fünten et Scheltnes

Ferdinand Hugo aus der Fünten (17 décembre 1909, Mülheim – 19 avril 1989, Duisbourg) était un SS-Hauptsturmführer et chef de l'Office Central pour l'Émigration Juive à Amsterdam au cours de la Seconde Guerre mondiale. Il est responsable de la déportation des Juifs des Pays-Bas vers les camps de concentration allemands.

## Biographie
Il est d'abord employé dans le département chargé des Juifs du RSHA, sous le commandement d'Adolf Eichmann. Après l'occupation des Pays-Bas par les troupes allemandes, Aus der Fünten devient chef de l'Office Central pour l'Émigration Juive à Amsterdam. À ce titre, il est subordonné au commandant de la Sicherheitspolizei et de la SD à La Haye. En tant que chef de l'Office Central pour l'Émigration Juive, il organise l'enregistrement et l'arrestation de Juifs néerlandais. Les Juifs sont enfermés dans le camp de transit de Westerbork puis déportés vers les camps d'extermination en Pologne. Pour ce qui est des Juifs qui avaient épousé des non-Juifs, il les menace de déportation afin de les contraindre à la stérilisation. Il occupe le rang de Hauptsturmführer dans la SS en 1941.
Après la guerre, Aus der Fünten est jugé le 12 juillet 1950 puis condamné à mort. La peine de mort est commuée en emprisonnement à vie le 4 janvier 1951. Aus der Fünten est emprisonné à Breda avec Willy Lages, Joseph Johann Kotälla et Franz Fischer comme l'un des « Quatre de Breda », les seuls criminels de guerre allemands à être emprisonnés aux Pays-Bas.  Willy Lages est relâché en 1966 en raison de maladie grave (il décédera cinq ans après), Kotälla décède en prison.
En 1988, le gouvernement néerlandais de Dries van Agt décide de la libération de Fischer et Aus der Fünten. Malgré la vive émotions et les protestations, ils sont libérés le 27 janvier 1989 puis renvoyés en Allemagne.
Aus der Fünten meurt le 19 avril 1989.